# قانون الإجراءات المدنية
قانون الإجراءات المدنية هو مجموعة من القواعد القانونية التي تحدد الإجراءات والمعايير المتبعة لدى المحاكم عند الفصل في الدعاوى المدنية (على عكس الإجراءات في مسائل القانون الجنائي). كما تقسم أنواع الإجراءات المدنية تقليديا إلى محاكم وخصوم.و تحكم هذه القواعد كيفية بدء الدعوى أو القضية، وما نوع خدمة العملية المطلوبة، إضافةً إلى أنواع المرافعات أو بيانات القضية أو الطلبات والأوامر المسموح بها في القضايا المدنية، توقيت وطريقة إدلاء الشهادات والكشف عن إجراءات المحاكمات، عملية الحكم، عملية إجراءات ما بعد المحاكمة، وكيف يجب أن تعمل المحاكم وموظفيها. 

## الاختلافات بين الإجراءات المدنية والجنائية
تسمح بعض الأنظمة بما في ذلك الإنجليزية والفرنسية، للأشخاص الحكوميين رفع دعوى جنائية ضد شخص آخر. وتبدأ الدولة دائمًا الملاحقات القضائية لمعاقبة المتهمين. من ناحية أخرى فإن الإجراءات المدنية، قد تبدأ من قبل الأفراد أو الشركات أو المنظمات الخاصة وذلك لمصلحتهم الخاصة. بالإضافة إلى ذلك، قد تكون الحكومات (أو أقسامها الفرعية أو وكالاتها) أطرافًا في الدعاوى المدنية. مثل هذا النوع من القضايا عادة ما يكون في محاكم مختلفة. لكن هذا يتميز عن الإجراءات الجزائية المدنية. في السلطات القضائية المستندة إلى أنظمة القانون العام الإنجليزية، يُطلق على الطرف الذي يوجه اتهامًا جنائيًا اسم «الادعاء» وفي معظم الحالات، تكون الدولة؛ لكن الطرف الذي يقدم معظم أشكال الدعوى المدنية هو "المدّعي". في كلا النوعين من الإجراءات، يُعرف الطرف الآخر باسم «المدعى عليه».
تميز معظم البلدان بوضوح بين الإجراءات المدنية والإجراءات الجنائية. على سبيل المثال، يجوز للمحكمة الجنائية أن تجبر المتهم المدان على دفع غرامة كعقوبة على جريمته، والتكاليف القانونية لكل من الادعاء والدفاع. لكن ضحية الجريمة بشكل عام يتابع مطالبته بالتعويض في دعوى مدنية وليست جنائية.ومع ذلك في فرنسا وإنجلترا، يمنح ضحية الجريمة تعويضاً عرضاً أمام محكمة جنائية.الأدلة من المحاكمة الجنائية مقبولة بشكل عام كدليل في الدعوى المدنية حول المسألة نفسها. على سبيل المثال، لا يستفيد ضحية حادث طريق بشكل مباشر إذا ثبت أن السائق الذي أصيب هو مذنب في جريمة قيادة متهورة. إذ لا يزال يتعين عليه إثبات قضيته في دعوى مدنية، ما لم يتم تطبيق مبدأ الإغلاق الحكمي الإضافي، كما هو الحال في معظم السلطات القضائية الأمريكية. في الواقع، قد يكون قادرًا على إثبات قضيته المدنية حتى عندما يثبت أن السائق غير مذنب في المحاكمة الجنائية، لأن معيار تحديد الذنب أعلى من معيار تحديد الخطأ. ومع ذلك، إذا وجدت هيئة المحلفين المدنية أنه لم يتم إهمال السائق، فإنه يجوز عزل المدعي العام من تهمة جنائية.
إذا أثبت المدعي أن المدعى عليه مسؤول، فإن العلاج الرئيسي في المحكمة المدنية هو التعويض بمبلغ من المال، أو «الأضرار» التي ينبغي للمدعى عليه دفعها للمدعي. وتشمل سبل الانتصاف المدنية البديلة استرداد أو نقل الممتلكات، أو أمر قضائي لكبح أو طلب إجراءات معينة.
معايير الإثبات أعلى في القضايا الجنائية عنها في القضايا المدنية، لأن الدولة لا ترغب في المخاطرة بمعاقبة شخص بريء. في القانون الإنجليزي، يجب أن تثبت النيابة بما لا يدع مجالاً للشك، الجرم الذي ارتكبه المتهم لكي تتمكن من إدانته؛ لكن المدعي في دعوى مدنية مطلوب لإثبات قضيته «على ميزان الاحتمالات». وبالتالي، في القضية الجنائية، لا يمكن إثبات الجريمة إذا كان الشخص أو الأشخاص الذين يحكمون عليها يشكون في ذنب المشتبه فيه وكان لديهم سبب (وليس مجرد شعور أو حدس) لهذا الشك. ولكن في القضية المدنية، ستنظر المحكمة في جميع الأدلة وتقرر ما هو الأكثر احتمالًا.